# Combe St Nicholas
Combe St Nicholas est une paroisse civile et un village du Somerset, en Angleterre.